# Hertog in Beieren

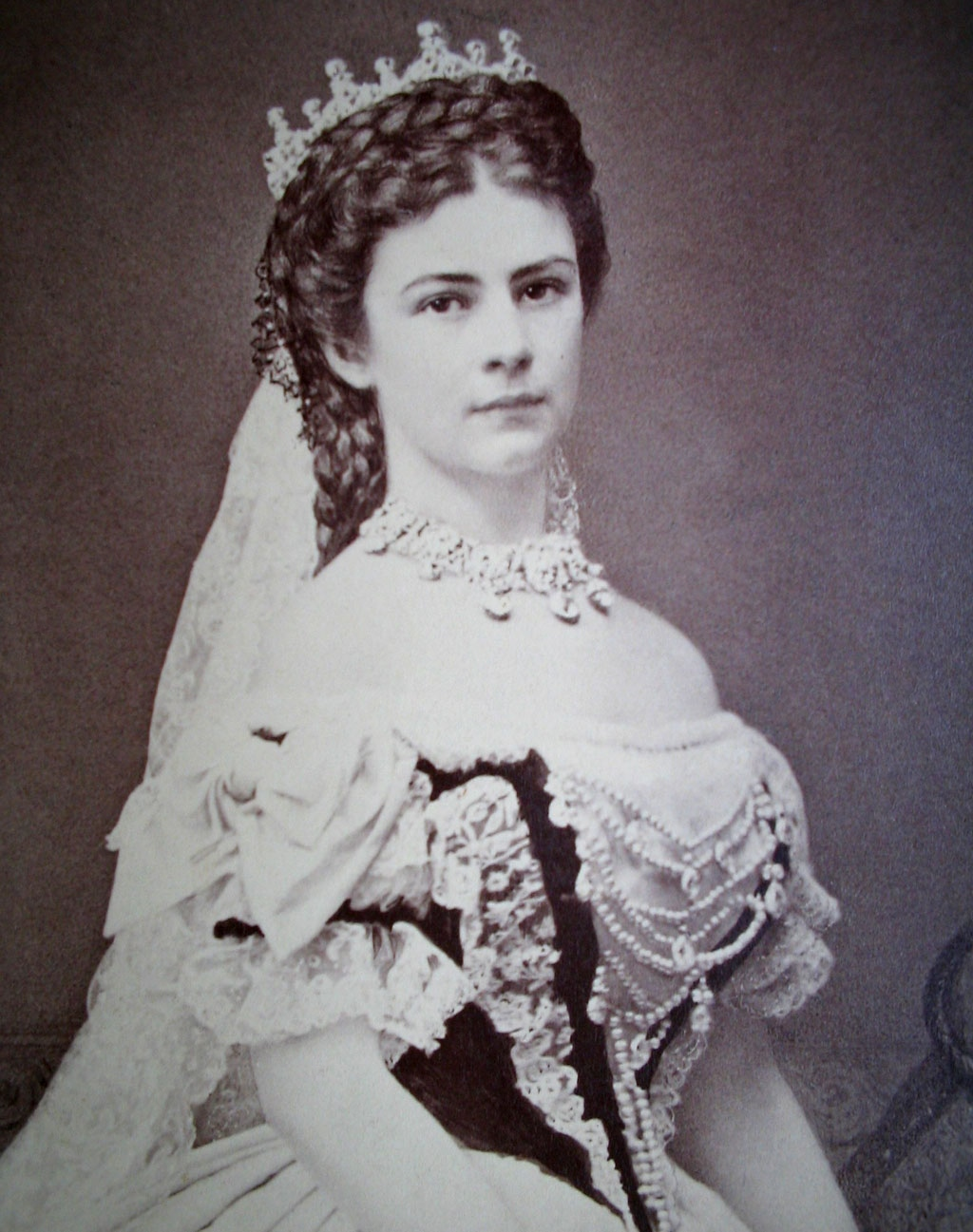
Sisi, de bekendste hertogin in Beieren

De titel Hertog in Beieren (Duits: Herzog in Bayern) was een titel die was gereserveerd voor de nevenlinie van het  Huis Wittelsbach die begon met Wilhelm van de Paltz-Birkenfeld, aan wie de titel in 1799 werd toegekend. De titel moet niet verward worden met die van hertog van Beieren, een titel die tussen 548 en 1623 (toen de hertogen van Beieren, keurvorsten werden van het Heilige Roomse Rijk), werd gedragen door de heersers van Beieren. Dat de hertogen in Beieren - anders dan de hertogen van Beieren - geen heersers waren van het Koninkrijk Beieren, wordt juist door het voorzetsel in aangegeven. 
De titel dreigde in de 20e eeuw uit te sterven omdat de laatste telg Lodewijk Willem in Beieren kinderloos bleef. Deze adopteerde evenwel zijn achterneef Max van Beieren, die sindsdien de titel Hertog in Beieren voert. Ook zijn vijf dochters dragen de titel van Hertogin in Beieren.
Bekende hertoginnen in Beieren waren de Oostenrijkse keizerin Elisabeth (Sisi) en de Belgische koningin Elisabeth, de echtgenote van koning Albert I.